# Marija Dolina
Marija Ivanovna Dolina (in russo Мария Ивановна Долина?, in ucraino Марія Іванівна Доліна?, Marija Ivanivna Dólina; Šarovka, 18 dicembre 1922 – Kiev, 3 marzo 2010) è stata un'aviatrice sovietica.
Durante la seconda guerra mondiale combatté nelle file della Voenno-vozdušnye sily SSSR, l'aeronautica militare dell'Unione Sovietica, distinguendosi come comandante d'unità e venendo decorata, alla fine della guerra, con il titolo di Eroe dell'Unione Sovietica.

## Biografia
Marija Dolina nacque nel 1922 nel villaggio di Šarovka, nel distretto di Poltava (Oblast' di Omsk, Siberia, allora parte dell'URSS), primogenita di una famiglia di agricoltori ucraini. Nel 1932, dopo che suo padre perse una gamba durante la guerra civile russa, la famiglia dalla Russia tornò in Ucraina. Marija si addestrò presso un aeroclub dell'organizzazione paramilitare OSOAVIAKHIM e nel 1940 ottenne la licenza di pilota dalla scuola di volo di Cherson.
In una testimonianza del 2002, Dolina ricordò di essere stata la migliore pilota del suo aeroclub prima di entrare nelle formazioni di volo militari; essendo di due anni troppo giovane per iscriversi all'accademia militare, riuscì a ottenere che il suo documento di identità fosse falsificato in modo da indicare come data di nascita il 18 dicembre 1920 anziché il 18 dicembre 1922.
Entrò così nella scuola di volo militare "Engels". Prima dell'invasione tedesca dell'Unione Sovietica (operazione Barbarossa), iniziata il 22 giugno 1941, lavorò come istruttore negli aeroclub di Dnepropetrovsk e Nikolayev, in Ucraina.

### In servizio durante la seconda guerra mondiale
Marija Dolina iniziò a prestare servizio nelle unità militari di prima linea nel luglio 1941. Inizialmente volò su un biplano da collegamento Polikarpov Po-2, facendo da staffetta tra alcune unità di fanteria. In seguito divenne un membro dell'equipaggio di un moderno monoplano bimotore da bombardamento tattico Petlyakov Pe-2 del 587º Reggimento da bombardamento in picchiata.
Dolina, che pure si considerava «impulsiva e troppo irrequieta», divenne presto uno dei migliori piloti della sua unità; poi ribattezzata, in riconoscimento del coraggio con cui il reparto si era distinto nelle azioni di combattimento, 125º Reggimento da bombardamento in picchiata delle Guardie di Borisov "M.M. Raskova". Con il grado di capitano delle Guardie avrebbe poi assunto il comando di quell'unità.

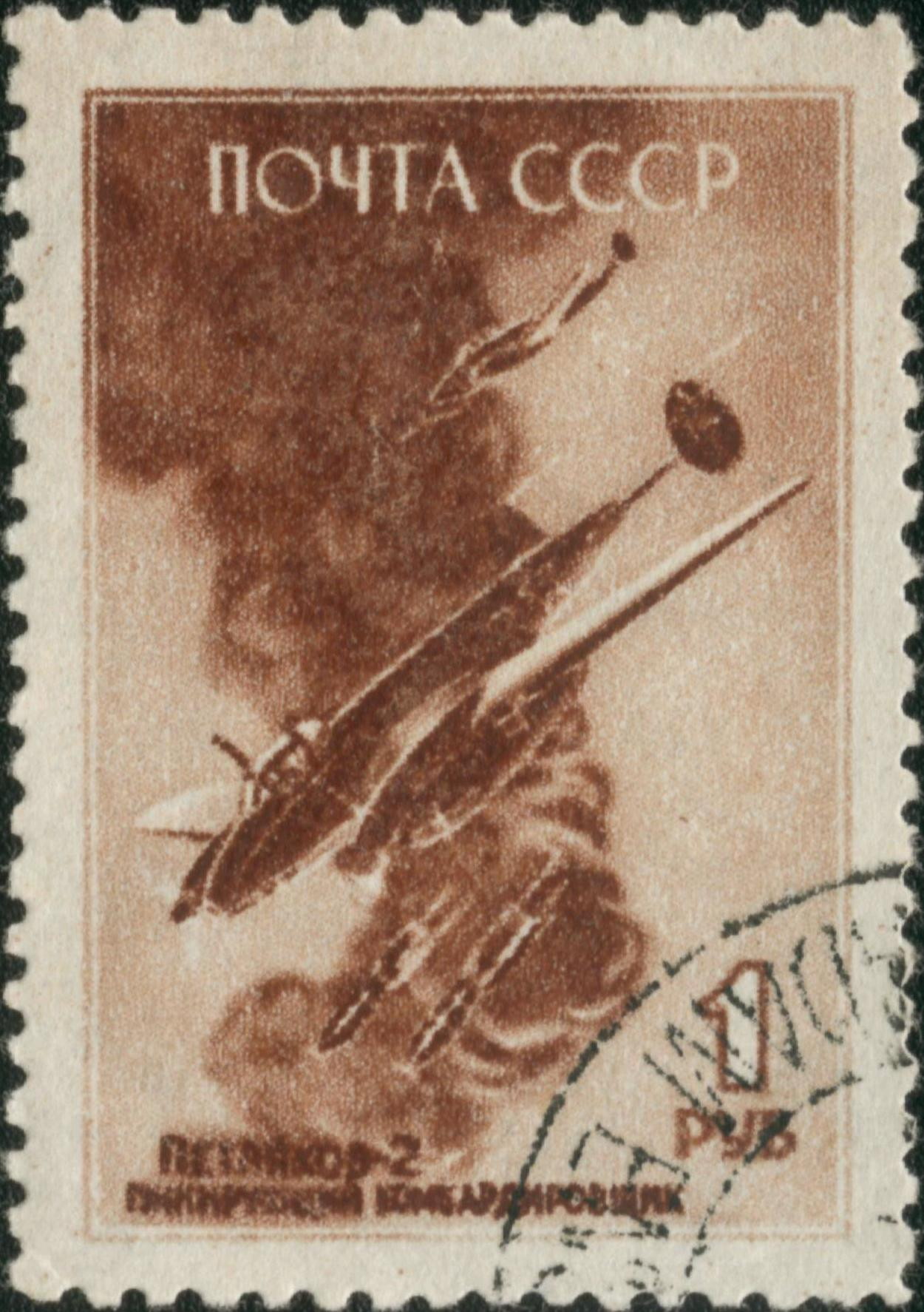
Un francobollo sovietico del 1945 con l'immagine di un bombardiere in picchiata Petlyakov Pe-2.

Il 2 giugno 1943 Marija Dolina fu coinvolta in un'azione particolarmente rilevante, in cui rimase ferita e che costituì la principale ragione per cui venne in seguito nominata Eroe dell'Unione Sovietica. Nove Petlyakov Pe-2 del suo reparto erano stati inviati contro i tedeschi in una missione di bombardamento, ma i caccia che scortavano i bombardieri dovettero ingaggiare degli intercettori della Luftwaffe e lasciarono scoperti i Pe-2. All'altezza di Kuban', prima di raggiungere il suo obiettivo, l'aereo di Dolina fu colpito dall'artiglieria contraerea e il motore destro prese fuoco. Ciononostante, fu in grado di sganciare il suo carico di bombe sul bersaglio con precisione e di virare per fare ritorno alla base. Sei caccia tedeschi si accodarono a Dolina (due Focke-Wulf Fw 190 e quattro Messerschmitt Bf 109). Un membro della sua formazione rimase indietro per proteggere Dolina, dal momento che i caccia di scorta erano lontani, ma venne colpito e fu costretto a un atterraggio di emergenza; il navigatore e il mitragliere del velivolo di Dolina abbatterono un Fw 190 e un Bf 109 prima di finire le munizioni, e poi cercarono di colpire gli altri aerei nemici lanciando granate antiaeree. L'aereo riuscì a superare il fiume che segnava il confine tra il territorio sovietico e quello occupato dai tedeschi prima di compiere un duro atterraggio di emergenza a carrello retratto. Il mitragliere, un uomo, riuscì a liberarsi dal relitto e, nonostante fosse ferito a una gamba, aiutò le due donne (pilota e navigatore) a liberarsi. Mentre i tre membri dell'equipaggio cercavano di spegnere l'aereo in fiamme, esso esplose. Dolina ebbe delle ustioni, una lesione alla colonna vertebrale e subì dei danni all'udito che continuarono a disturbarla per tutta la vita. I tre vennero presto trovati da un reparto di truppe sovietiche e ricevettero cure mediche.
Nell'azione erano stati abbattuti quattro caccia tedeschi e l'obbiettivo dei bombardieri era stato distrutto; anche cinque Pe-2 erano stati abbattuti, ma nessuno dei membri dei loro equipaggi perse la vita.
In totale, Marija Dolina portò a termine 72 missioni bombardando depositi di munizioni nemici, postazioni fortificate, carri armati, batterie di artiglieria, trasporti ferroviari e navali e fornendo supporto alle truppe dell'Armata Rossa. Il 18 agosto 1945, in riconoscimento del valore dimostrato nella missione del 2 giugno 1943, le venne assegnato il titolo di Eroe dell'Unione Sovietica, la più alta onorificenza dell'Unione Sovietica.

### Dopo la guerra
Dopo la fine del conflitto, Dolina continuò a servire nell'aeronautica militare sovietica come comandante aggiunto di un reggimento da bombardamento. Visse nella città di Šiauliai (oggi in Lituania) e poi a Riga (nell'odierna Lettonia), dove lavorò per il comitato centrale del Partito Comunista Lettone fino al 1975.
Parecchie scuole secondarie vennero battezzate con il nome di Marija Dolina. La sua influenza in quanto eroina, poi, si estese anche all'ambito della politica: nel 1990, invitata dall'allora segretario generale del PCUS Michail Gorbačëv a parlare davanti congresso dei veterani di guerra a Mosca, pronunciò un discorso in favore dei diritti dei reduci e chiese che venisse loro riconosciuta una pensione soddisfacente; Gorbačëv applaudì il discorso e il giorno successivo le pensioni dei veterani vennero aumentate.
Dolina visse poi a Kiev dal 1983 fino alla sua morte, avvenuta il 3 marzo 2010 all'età di 87 anni. Nel 1995 (nel cinquantesimo anniversario della fine della seconda guerra mondiale) era stata promossa al grado di maggiore delle Guardie dal presidente ucraino Leonid Kučma e aveva ricevuto il titolo di "Onorevole cittadino di Kiev" dal sindaco della città Leonid Kosakìvs'kij; una scuola di Kiev le era stata intitolata. A 86 anni, Dolina aveva preso parte alle cerimonie per la celebrazione della Giornata della Vittoria del 2009.